# Гудурица
Гудурица (мађ. Temeskutas) је насеље у граду Вршац, у Јужнобанатском округу, у Србији. Према попису из 2022. било је 876 становника.
Овде се налази ФК Виноградар Гудурица.

## Географија
У додиру Карпата и Вршачког Вино-горја, као божјом руком постављено на брежуљке испресецане дивљим гудурама, виноградима заклоњено и сачувано од света, налази се Гудурица — по свему необично село. У овом малом планинском селу усред питомог равног Баната, петнаестак километара североисточно од Вршца, вековима живи и о укрштеним балканским путевима сведочи чак 14 различитих нација. Гудурица је помирила разне људе и обуздала свакакве ћуди.

## Историја
Према белешкама вршачког историчара Феликса Милекера (1858–1942), Гудурица се првобитно, у 15. веку, помиње као Кутрес, затим Кутрица, у 18. као Гутериц, у 19. веку Кудриц, 1894. године звала се Темешкуташ, а данашње име добила је 1922. године. По некима, име је настало од немачког (guten Ritz), што значи "добар рит", а, по другима, названо је управо по околним гудурама..
Писани подаци о Банату говоре да су Срби гудуричке крајеве населили после 1389, односно, када су након Косовске битке прелазили Дунав. У крашовском комитету 1458. и 1462. године била је мало насеље. Стари угарски документи казују да је била власништво Павла и Николе "од Кутреса". Нешто касније, 1597, записано је да је настањена српским становништвом и да је у поседу Фрање Јошике де Карансебеш, а 1716. године да је додељена аустријској провинцији — вршачком дистрикту темишварског Баната. То ће бити и 1774. године "Гудриц", како је констатовао царски ревизор Ерлер. Исте 1716. године у архиву бечког двора записано је да је насеље имало 17 српских кућа.
Године 1719, по одласку Турака, када је Банат након Пожаревачког мира враћен Аустрији, у Гудурицу се досељавају виноградари из западне Немачке, из Лотарингије, Мозелске долине, Рајнске области, Тријера и Мајнца. Староседеоце  Србе из Гудурице немачке власти су раселили у оближње село Велико Средиште  . Записи из црквених књига кажу да је село 1742. бројало 150 кућа са чисто немачким становништвом. Овај крај 1763. године колонизује царица Марија Терезија, а од 1780. до 1790. године цар Јозеф. Село 1774. године има римокатоличку цркву и поштанску станицу а становници су Власи. Крајем 18. века у Кутрици је било 768 католичких становника и додељена је темишварском комитату. Франц I издао је 1821. повластице којима добија право и подршку Краљевске канцеларије да сваког 1. маја и 16. октобра одржава вашар за продају робе и стоке. Тада је имала 1067, а 1854. 1538 становника.
Крајем 19. века постала је општина и добила бележника, апотеку, телеграф... У новембру 1918. у Кутрицу је умарширала српска војска, а наредне године је припојена торонталско – тамишкој жупанији. Године 1921. пописано је 2097 становника, од којих 2013 Немаца, 53 Мађара, 15 Срба, 10 Румуна, 5 Чеха, а један је подведен под “остали”. У село 1941. улазе Немци, а октобра 1944. Руси. Демографска слика Гудурице тада добија данашње карактеристике. Уз преостале Немце који су били у мешовитим браковима, у великом броју су насељени колонисти из свих бивших југословенских република. Прво стижу Словенци и Македонци. Последњи досељеници биле су избеглице из Хрватске, БиХ и са Косова. Њих неколико стотина. На улазу у село изграђено им је и насеље.
У Гудурици су некада живеле чак 24 различите нације, а данас их има 14, односно 1.100 становника у 420 домаћинстава.

## Демографија
У насељу Гудурица живи 1020 пунолетних становника, а просечна старост становништва износи 40,3 година (38,8 код мушкараца и 41,7 код жена). У насељу има 430 домаћинстава, а просечан број чланова по домаћинству је 2,94.
Ово насеље је углавном насељено Србима (према попису из 2002. године), а у последња три пописа, примећен је пад у броју становника.
|  |

| Демографија | Демографија | Демографија |
| Година      | Становника  | Становника  |
| ----------- | ----------- | ----------- |
| 1948.       | 1.474       |             |
| 1953.       | 2.024       |             |
| 1961.       | 2.105       |             |
| 1971.       | 1.560       |             |
| 1981.       | 1.448       |             |
| 1991.       | 1.338       | 1.208       |
| 2002.       | 1.267       | 1.339       |
| 2011.       | 1.094       |             |

| Етнички састав према попису из 2002.‍ | Етнички састав према попису из 2002.‍ | Етнички састав према попису из 2002.‍ | Етнички састав према попису из 2002.‍ | Етнички састав према попису из 2002.‍ |
| ------------------------------------ | ------------------------------------ | ------------------------------------ | ------------------------------------ | ------------------------------------ |
|                                      |                                      |                                      |                                      |                                      |
| Срби                                 | Срби                                 |                                      | 839                                  | 66,21%                               |
| Македонци                            | Македонци                            |                                      | 133                                  | 10,49%                               |
| Мађари                               | Мађари                               |                                      | 44                                   | 3,47%                                |
| Словенци                             | Словенци                             |                                      | 38                                   | 2,99%                                |
| Југословени                          | Југословени                          |                                      | 37                                   | 2,92%                                |
| Роми                                 | Роми                                 |                                      | 35                                   | 2,76%                                |
| Румуни                               | Румуни                               |                                      | 31                                   | 2,44%                                |
| Хрвати                               | Хрвати                               |                                      | 27                                   | 2,13%                                |
| Црногорци                            | Црногорци                            |                                      | 9                                    | 0,71%                                |
| Муслимани                            | Муслимани                            |                                      | 5                                    | 0,39%                                |
| Немци                                | Немци                                |                                      | 3                                    | 0,23%                                |
| Словаци                              | Словаци                              |                                      | 2                                    | 0,15%                                |
| Албанци                              | Албанци                              |                                      | 2                                    | 0,15%                                |
| Чеси                                 | Чеси                                 |                                      | 1                                    | 0,07%                                |
| Украјинци                            | Украјинци                            |                                      | 1                                    | 0,07%                                |
| непознато                            | непознато                            |                                      | 24                                   | 1,89%                                |

| \| \| м \| \| \| ж \| \| ? \| 2 \| \| \| 3 \| \| 80+ \| 11 \| \| \| 16 \| \| 75—79 \| 14 \| \| \| 27 \| \| 70—74 \| 25 \| \| \| 45 \| \| 65—69 \| 37 \| \| \| 46 \| \| 60—64 \| 28 \| \| \| 40 \| \| 55—59 \| 31 \| \| \| 34 \| \| 50—54 \| 43 \| \| \| 34 \| \| 45—49 \| 64 \| \| \| 48 \| \| 40—44 \| 52 \| \| \| 49 \| \| 35—39 \| 40 \| \| \| 36 \| \| 30—34 \| 45 \| \| \| 37 \| \| 25—29 \| 46 \| \| \| 43 \| \| 20—24 \| 46 \| \| \| 42 \| \| 15—19 \| 45 \| \| \| 44 \| \| 10—14 \| 36 \| \| \| 50 \| \| 5—9 \| 29 \| \| \| 33 \| \| 0—4 \| 29 \| \| \| 17 \| \| Просек : \| 38,8 \| \| \| 41,7 \| |      |  |  |      |
| |      |  |  |      |
| | м    |  |  | ж    |
| ? | 2    |  |  | 3    |
| 80+ | 11   |  |  | 16   |
| 75—79 | 14   |  |  | 27   |
| 70—74 | 25   |  |  | 45   |
| 65—69 | 37   |  |  | 46   |
| 60—64 | 28   |  |  | 40   |
| 55—59 | 31   |  |  | 34   |
| 50—54 | 43   |  |  | 34   |
| 45—49 | 64   |  |  | 48   |
| 40—44 | 52   |  |  | 49   |
| 35—39 | 40   |  |  | 36   |
| 30—34 | 45   |  |  | 37   |
| 25—29 | 46   |  |  | 43   |
| 20—24 | 46   |  |  | 42   |
| 15—19 | 45   |  |  | 44   |
| 10—14 | 36   |  |  | 50   |
| 5—9 | 29   |  |  | 33   |
| 0—4 | 29   |  |  | 17   |
| Просек : | 38,8 |  |  | 41,7 |

| Година пописа     | 1948. | 1953. | 1961. | 1971. | 1981. | 1991. | 2002. |
| ----------------- | ----- | ----- | ----- | ----- | ----- | ----- | ----- |
| Број домаћинстава | 351   | 487   | 498   | 421   | 426   | 414   | 430   |

| Број чланова      | 1  | 2   | 3  | 4  | 5  | 6  | 7 | 8 | 9 | 10 и више | Просек |
| ----------------- | -- | --- | -- | -- | -- | -- | - | - | - | --------- | ------ |
| Број домаћинстава | 85 | 115 | 81 | 76 | 44 | 23 | 5 | 0 | 0 | 1         | 2,94   |

| Пол    | Укупно | Неожењен/Неудата | Ожењен/Удата | Удовац/Удовица | Разведен/Разведена | Непознато |
| ------ | ------ | ---------------- | ------------ | -------------- | ------------------ | --------- |
| Мушки  | 529    | 185              | 297          | 28             | 15                 | 4         |
| Женски | 544    | 105              | 305          | 113            | 17                 | 4         |
| УКУПНО | 1.073  | 290              | 602          | 141            | 32                 | 8         |

| Пол    | Укупно                    | Пољопривреда, лов и шумарство | Рибарство                            | Вађење руде и камена | Прерађивачка индустрија       |
| ------ | ------------------------- | ----------------------------- | ------------------------------------ | -------------------- | ----------------------------- |
| Мушки  | 203                       | 35                            | 2                                    | 1                    | 106                           |
| Женски | 130                       | 41                            | 0                                    | 0                    | 40                            |
| Укупно | 333                       | 76                            | 2                                    | 1                    | 146                           |
|        |                           |                               |                                      |                      |                               |
| Пол    | Производња и снабдевање   | Грађевинарство                | Трговина                             | Хотели и ресторани   | Саобраћај, складиштење и везе |
| Мушки  | 0                         | 7                             | 11                                   | 2                    | 13                            |
| Женски | 0                         | 1                             | 19                                   | 3                    | 2                             |
| Укупно | 0                         | 8                             | 30                                   | 5                    | 15                            |
|        |                           |                               |                                      |                      |                               |
| Пол    | Финансијско посредовање   | Некретнине                    | Државна управа и одбрана             | Образовање           | Здравствени и социјални рад   |
| Мушки  | 0                         | 1                             | 5                                    | 2                    | 4                             |
| Женски | 2                         | 1                             | 2                                    | 2                    | 13                            |
| Укупно | 2                         | 2                             | 7                                    | 4                    | 17                            |
|        |                           |                               |                                      |                      |                               |
| Пол    | Остале услужне активности | Приватна домаћинства          | Екстериторијалне организације и тела | Непознато            | Непознато                     |
| Мушки  | 5                         | 0                             | 0                                    | 9                    | 9                             |
| Женски | 0                         | 0                             | 0                                    | 4                    | 4                             |
| Укупно | 5                         | 0                             | 0                                    | 13                   | 13                            |